# Li Yan
Li Yan (em chinês:  李 豔; Fucheu, 1 de maio de 1976) é uma ex-jogadora de voleibol da China que competiu nos Jogos Olímpicos de 1996 e 2000.
Em 1996, ela fez parte da equipe chinesa que conquistou a medalha de prata no torneio olímpico, no qual atuou em oito partidas. Quatro anos depois, ela participou de oito jogos e finalizou na quinta colocação com o conjunto chinês no campeonato olímpico de 2000.